# Okus riža z zelenim čajem
Okus riža z zelenim čajem (japonsko お茶漬けの味, Hepburn Ochazuke no aji) je japonski dramski film iz leta 1952, ki ga je režiral in zanj skupaj s Kogom Nodo napisal scenarij Jasudžiro Ozu. V glavnih vlogah nastopata Šin Saburi in Mičijo Kogure kot premožnejši tokijski zakonski par v srednjih letih s težavami v zakonu, njuna nečakinja Secuko (Keiko Cušima) pa to izrabi za izogibanje spoznavanja snubcev dogovorjene poroke.
Ozu je scenarij napisal že leta 1939 in se leta 1940 pripravljal na snemanje, toda vojaški cenzorji so zahtevali kopico sprememb v scenariju, zato je projekt zastal.Kritiki film označujejo kot netipičnega za Ozuja in kot »subtilno študijo družinskega razmerja«.

## Vloge
- Šin Saburi kot Mokiči Satake
- Mičijo Kogure kot Taeko Satake
- Kodži Curuta kot Noboru Okada
- Čišu Rju kot Sadao Hirajama
- Čikage Avašima kot Aja Amamija
- Keiko Cušima kot Secuko Jamauči
- Kuniko Mijake kot Čizu Jamauči
- Eidžiro Janagi kot Naosuke Jamauči